# Brzozowa (powiat opatowski)
Brzozowa – wieś sołecka w Polsce położona w województwie świętokrzyskim, w powiecie opatowskim, w gminie Tarłów.
Należy do rzymskokatolickiej parafii św. Wojciecha w Glinianach.
| SIMC    | Nazwa    | Rodzaj     |
| ------- | -------- | ---------- |
| 0808015 | Chałupki | przysiółek |
| 0808009 | Kruków   | część wsi  |

## Historia
Brzozowa w wieku XIX – wieś i folwark w powiecie opatowskim, gminie Julianów, parafii Gliniany. Leży na południowy zachód od Tarłowa.
W 1827 r. liczyła Brzozowa 28 domów i 222 mieszkańców, w 1880 było 38 domów, 412 mieszkańców, ziemi dworskiej 1160 mórg, włościańskiej 681 mórg.
We wsi była gorzelnia i cegielnia.
Według spisu powszechnego z roku 1921 w Brzozowej było 62 domy i 375 mieszkańców z czego 368 deklarowało narodowość polską, a 7 żydowską.
W latach 1954–1959 wieś należała i była siedzibą władz gromady Brzozowa, po jej zniesieniu w gromadzie Wólka Lipowa. W latach 1975–1998 miejscowość należała administracyjnie do województwa tarnobrzeskiego.

## Zabytki
Zespół dworski: dwór, budynek służby, gorzelnia oraz park. Właścicielami dworu była rodzina Witkowskich. Po II wojnie zabudowania dworskie były wykorzystywane jako szkoła podstawowa. Zespół został wpisany do rejestru zabytków nieruchomych (nr rej.: A.567 z 11.12.1957 i z 27.05.1986).